# Jardim Botânico de Florianópolis

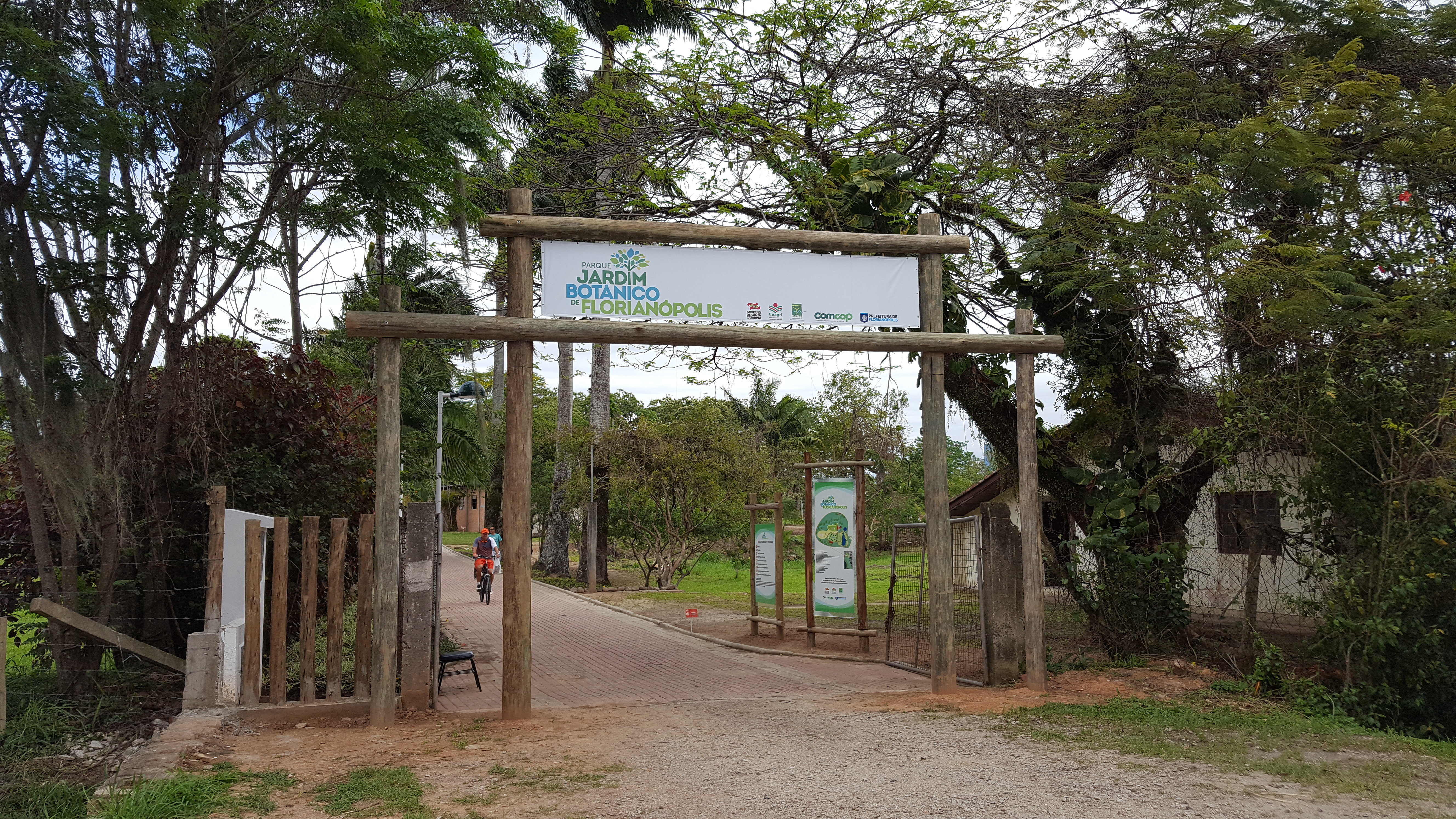
Entrada do Jardim Botânico de Florianópolis

O Parque Jardim Botânico de Florianópolis é um parque público localizado no bairro Itacorubi, em Florianópolis, em terreno contíguo ao Manguezal do Itacorubi. A área está em processo para se tornar o Jardim Botânico da cidade. O terreno ocupado pelo parque, que tem 190 mil metros quadrados, integrava a área do Centro de Treinamento da Epagri, e ainda pertence a essa empresa pública, estando em gestão compartilhada com a prefeitura Municipal de Florianópolis.

## História

### Planejamento e execução
O terreno de 190 mil metros quadrados onde foi construído o parque pertencia à Epagri, e oficialmente fazia parte do seu Centro de Treinamento. Em 2007, o terreno foi penhorado em um processo de dívidas trabalhistas no valor de R$ 26 milhões.
Em 2008, o empresário Eike Batista ofereceu R$ 26 milhões em doação para a construção do Jardim Botânico e financiou o projeto urbanístico e arquitetônico através do Grupo EBX. Este projeto contemplava inicialmente uma área bem maior, indo além dos limites do terreno da Epagri.
Em 2009, foi apresentado o projeto final para construção do Jardim Botânico de Florianópolis. Devido à penhora judicial, o Estado não podia fazer nenhum investimento no local, que continuava abandonado e passou a ser frequentado por usuários de drogas.
A assinatura da Ordem de Serviço que previa a construção do Jardim Botânico de Florianópolis foi assinada em 27 de março de 2014. A construção foi dividida em três etapas:
- Lago do Jardim Botânico.Passeio de Transição;
- Passeio da Celebração;
- Passeio Didático;
- Passeio da Transformação.

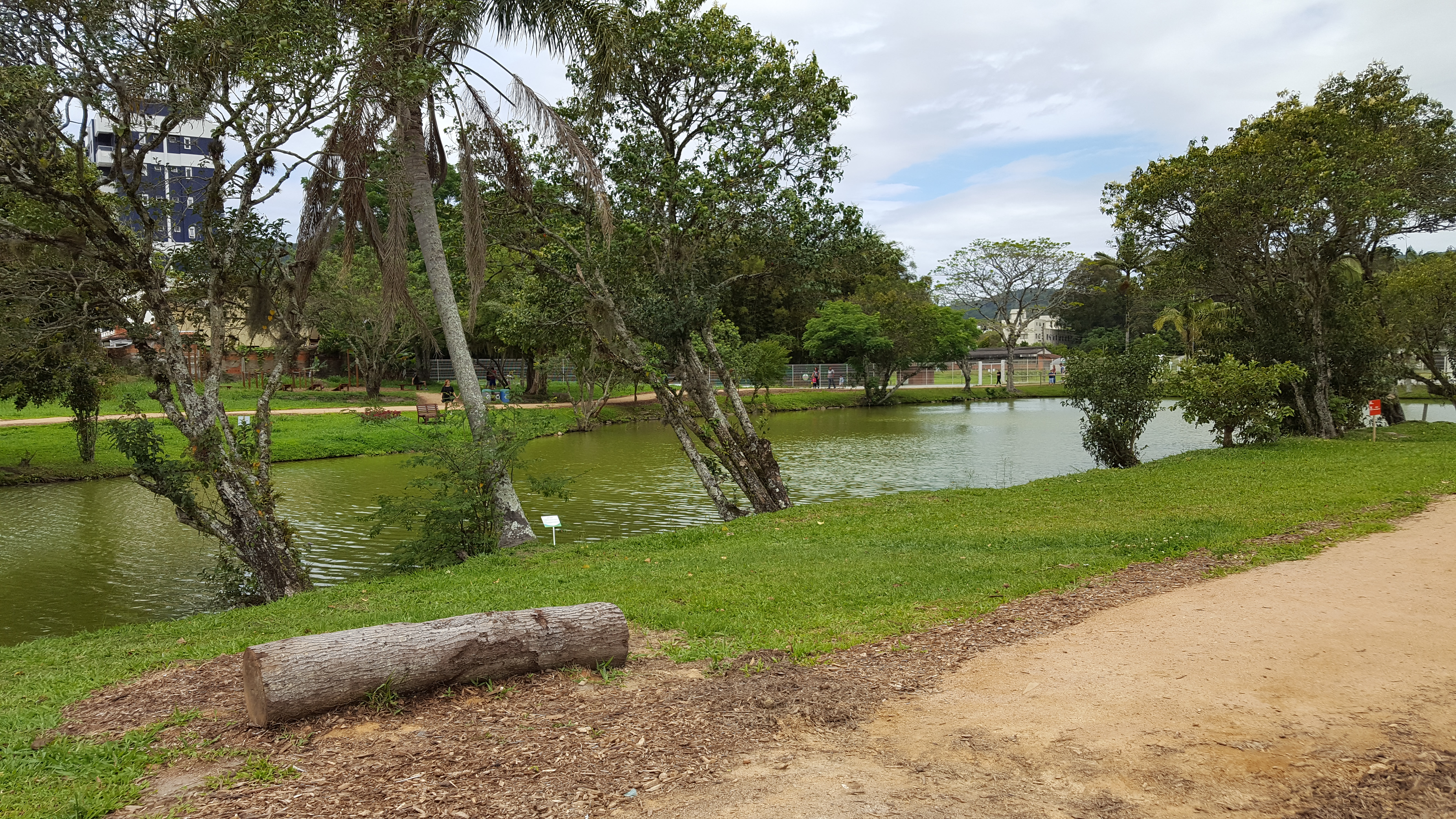
Lago do Jardim Botânico.

A primeira etapa da construção – o Passeio de Transição – foi orçada em R$ 637,5 mil e tinha previsão de entrega ainda em 2014, mas não foi entregue naquele ano. Na época, além no atraso do repasse de verbas do Governo, a Epagri também questionou a gestão do parque, temendo insegurança no local.
Em março de 2015, um ano após a assinatura da Ordem de Serviço, as obras continuavam paradas e não havia previsão de conclusão.

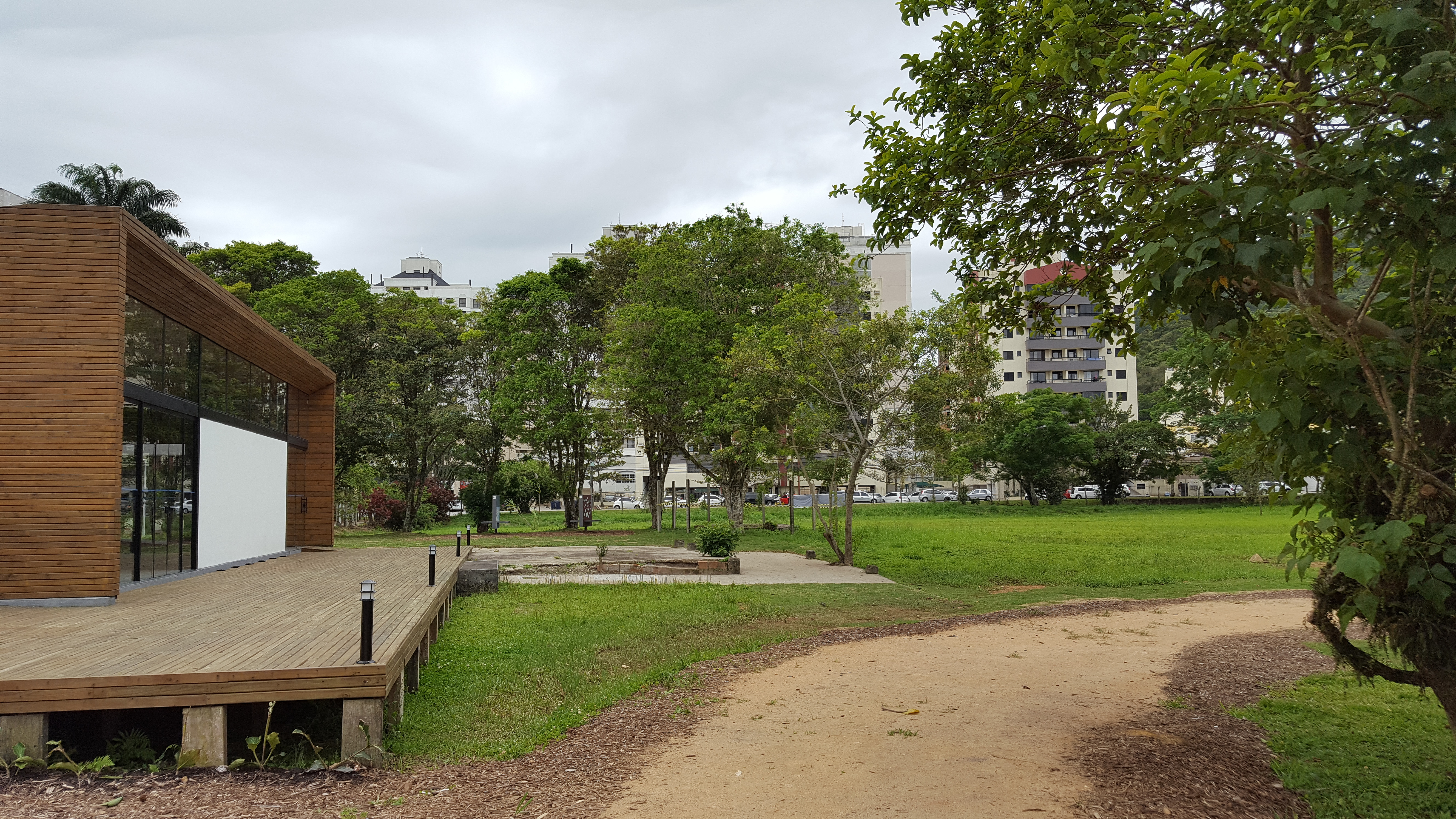
Caminho do parque.

Em 27 de abril de 2016 foi assinado o contrato para o projeto de iluminação e paisagismo, além de outras reformas. Em maio, já haviam sido gastos R$ 637 mil, mas ainda não havia data para conclusão das obras. Em junho, foi definido que a gestão do parque caberia à Comcap, e foi fixada a data de inauguração em 24 de setembro.

### Abertura e funcionamento
O parque foi aberto oficialmente na data prevista de 24 de setembro de 2016, com a primeira etapa ainda não totalmente concluída.
Em novembro foi anunciada a construção de um estacionamento com capacidade para 100 veículos, motivada pelas constantes multas a motoristas por estacionamento irregular ao longo da Rodovia Admar Gonzaga. Foi anunciada também a construção de um auditório para 50 pessoas, com o envolvimento da ONG Mãos à Obra. Em dezembro, o Espaço Cultural do parque recebeu suas duas primeiras exposições artísticas.
Em agosto de 2017 foi discutida a formação de um comitê gestor para o Jardim Botânico. Este comitê precede o início de uma concessão pública para a abertura de um café no parque, após o resultado positivo de um estudo de viabilidade econômica realizado pelo Sebrae.
Em maio de 2018, foi anunciado que o parque receberá o nome do botânico madeirense Antônio José de Freitas Noronha, pioneiro no registro botânico de espécimes da Ilha de Santa Catarina no Século XIX. O projeto foi aprovado pelos vereadores de Florianópolis com o apoio do Conselho Estadual de Cultura.